# Composizioni di Jan Novák
Lista delle composizioni di Jan Novák (1921-1984), ordinate per genere.

## Musica strumentale

### Pianoforte
- DÉTSKÉ HRY (GIOCHI DA BAMBINI) (1956)
- TOCCATA CHROMATICA (1957)
- PUERILIA - 10 piccole opere (1970)
- RONDINI - 8 piccoli rondò (1970)
- RUSTICA MUSA I (1973)
- HARMONICÁŘ (1976)
- CANTICA (1978)
- ODAE - 5 exercitationes in Horatium (1979)
- BUCOLICON - 7 cantiones super Vergili versus (1979)
- ELEGANTIAE TRIPUDIORUM (1980)
- CINQUE CAPRICCI (1980)
- SEI PICCOLE FUGHE PER CINQUE DITA (1981)
- PRIMA SONATA (1982)
- 4 HYMNI CHRISTIANI (1983)

### Pianoforte a quattro mani
- RUSTICA MUSA II (1975)
- VI INVENTIONES QUATTUOR MANIBUS (1978)
- SONATA MANIBUS BIS BINIS (1979)
- NOTTURNO E TOCCATA (1980)
- BUCOLICON (1980)

### Due pianoforti
- VARIATIONES SUL TEMA DI BOHUSLAV MARTINŮ (1949)

### Clavicembalo
- INVENTIONES PER TONOS XII (1960)
- SONATA BREVIS (1960)

### Organo
- TOCCATA GEORGIANA (1963)
- IUBILATIONES (1976)

### Violino
- SONATA SOLIS FIDIBUS (1980)

### Violino e pianoforte
- POCKET SONATA (1973)
- SONATA SUPER “HOSON ZES”[1] (1981)

### Violino e chitarra
- SONATA SERENATA (1981)

### Violino e corno
- PARVUM OFFICIUM (1976)

### Viola e pianoforte
- SUITE (1953)

### Viola e organo
- SONATA DA CHIESA I (1981)

### Violoncello e pianoforte
- CAPRICCIO (1958)
- ROTUNDELLI (1981)

### Chitarra sola
- CITHARA POETICA (1977)

### Due chitarre
- ROSARIUM (9 divertimenti) (1975)

### Accordeon e pianoforte
- SONATA RUSTICA (1982)

### Clarinetto e pianoforte
- SCHERZI PASTORALI (1953)

### Flauto solo
- DUE PRELUDI E FUGHE (1979)
- TIBIA FUGITIVA (1979)

### Flauto e pianoforte
- SONATINA (1976)
- CHOREAE VERNALES[2] (1977)

### Flauto piccolo e pianoforte
- PÍSNIČKA PRO ŠTEVU (CANZONE PER ŠTEVA) (1967)
- CHLAPECKÉ HRY (GIOCHI DA RAGAZZI)
- MARSYAS (1983)

### Flauto e organo
- SONATA DA CHIESA II (1981)

### Due flauti
- SONATA GEMELLA (1978)

### Due flauti e pianoforte
- AEOLIA (1983)

### Tre flauti
- PANISCI FISTULA (Tre preludi) (1972)

### Quattro corni
- STREPITUS FESTIVI (1982)

### Due trombe e due tromboni
- KASACE (1946)

### Tre o più strumenti diversi
- BALLETTI a 9 (1955)
- CONCERTINO (quintetto di fiati) (1957)
- 3 INVENCE (quartetto d'archi) (1973)
- IOCI PASTORALES (oboe, clarinetto, corno e fagotto) (1974)
- QUARTETTO D'ARCHI I (1977)
- SONATA TRIBUS	(flauto, violino e pianoforte) (1982)
- SONATA PHANTASIA (violoncello, fagotto e pianoforte) (1982)
- VII METAMORPHOSES in Pastorale L. v. Beethoven (flauto, oboe, 2 violini, violoncello e pianoforte) (1983)

## Musica orchestrale

### Concerti
- CONCERTO PER OBOE ED ORCHESTRA D'ARCHI (1952)
- CONCERTO PER DUE PIANOFORTI E ORCHESTRA (1955)
- CAPRICCIO PER VIOLONCELLO E PICCOLA ORCHESTRA (1958)
- CONCENTUS EURIDICAE PER CHITARRA E ORCHESTRA D'ARCHI (1971)
- CONCENTUS BIIUGIS PER PIANOFORTE A QUATTRO MANI E ORCHESTRA D'ARCHI (1977)
- CHOREAE VERNALES PER FLAUTO, ORCHESTRA D'ARCHI CON ARPA E CELESTA OPPURE PIANOFORTE (1980)

### Orchestra da camera
- ODARUM CONCENTUS (5 meditationes in metricam Horatianam) (per orchestra d'archi) (1973)
- ELEGANTIAE TRIPUDIORUM (per piccola orchestra) (1980)
- LUDI CONCERTANTES (18 strumenti) (1981)

### Orchestra di fiati con strumenti a percussione
- MUSICA CAESARIANA (1960)

### Orchestra sinfonica
- CHOREAE PHILHARMONICHE (1956)
- VARIATIONES SUL TEMA DI BOHUSLAV MARTINŮ (1959)
- LUDI SYMPHONIACI I (1978)
- VERNALIS TEMPORIS SYMPHONIA (per orchestra, coro e solisti)
- SYMPHONIA BIPARTITA (1983)

## Musica vocale
(Fra parentesi l'autore del testo)

### Canto con accompagnamento
- CARMINA SULAMITIS (Vulgata) - per mezzosoprano e pianoforte[3] (1947)
- KOUZELNÉ PÍSNĚ (CANZONI MAGICHE) (poesia etnica) - per flauto, voce e piccolo tamburo (1955)
- ZÁVIŠOVA PÍSEŇ (CANZONE DI ZÁVIŠ) (testo vecchio ceco) - per tenore ed orchestra (1958)
- X HORATII CARMINA - per canto e pianoforte (1959)
- DULCES CANTILENAE (Jan Campanus Vodňanský) - per soprano e violoncello (1961)
- PASSER CATULLI - per basso e nonetto (1962)
- IOCI VERNALES (Carmina Burana) - per basso, 8 strumenti e nastro magnetico (1964)
- O CRUDELIS ALEXI (Virgilio) - per voce alta e pianoforte (1968)
- MIMUS MAGICUS (Virgilio) - per soprano, clarinetto oppure flauto e pianoforte (1969)
- DE AMORE AMARYLLIDIS CARMINA (Ottavio Aprile) - per canto e chitarra (1970)
- CANTIONES LATINAE MEDII ET RECENTIONIS AEVI - per voce e chitarra (1971)
- APICIUS MODULATUS (Apicio, Marziale) (praecepta artis culinariae) - per voce e chitarra (1971)
- ORPHEUS ET EURYDICE (Virgilio) - per soprano, vola d'amore e pianoforte (1972)
- COLUMBAE PACIS ET ALIUD PECUS (Novák) - per soprano oppure tenore e pianoforte (1972)

### Collezioni di canzoni latine ai testi di diversi autori, per voce e pianoforte
- FLORILEGIUM CANTIONUM LATINARUM, 3 volumi (1972-1974)
- SCHOLA CANTANS (1973)
- CANTICA LATINA, Artemis Verlag (1985)

### Coro
- MISSA PHILADELPHIAE (1952)
- ZPĚVY DCER SIONSKÝCH (CANTI DELLE FIGLIE DEL SION) - per voce mista
- TRES CANTILENAE (Nezval) - per 3 voci pari (1958)
- MEDITATIO CANINA (Novák) - per 3 voci femminili o infantili (1967)
- AMORES SULPICIAE (Tibullus) - per 4 voci femminili (1967)
- IN PONTE PRAGENSI - per coro femminile (1967)
- CATULLI LESBIA (Catullus) - per coro maschile (1968)
- EXERCITIA MYTHOLOGICA (Novák) - per coro a voci miste (4-8 voci) (1968)
- CANTI NATALIZI - per coro a voci miste (1970)
- RANA RUPTA (Phaedrus) - per coro a voci miste (1971)
- SERVATO PEDE ET POLLICIS ICTU - 9 carmina per coro a voci miste (1974)
- IV FUGAE VERGILIANAE (Vergilius) - per coro a voci miste (1974)
- SUB GALLI CANTUM (Ambrosius) - per 3 voci pari (1977)
- POLITICON (Cicero, Seneca, Arius Nurus) - per 4 voci maschili (1977)
- BENE UXORATI VIRI CANTUS - per coro a voci miste (1978)
- INVOCATIO MUSARUM - per coro a voci miste (1979)
- EIS APHRODITEN (Pseudohomerus) - inno a 6 parti, per coro a voci miste (1980)

### Coro e strumenti
- DICTERIA - 2 voci infantili e violino (1973)
- APELLAE TESTAMENTUM (Eberle) - solista, coro a voci miste e 4 corni (1975)
- IN TUMULUM PARIDIS (Marziale) - coro a voce mista e flauto (1983)
- AVE MARIA - 3 voci femminili e organo (1983)
- GLORIA - 3 voci femminili e organo (1983)

### Cantate
- DIDO (Virgilio) - mezzosoprano, coro maschile, orchestra (1967)
- IGNIS PRO IOANNE PALACH (Novák) - coro e orchestra (1969)
- PLANCTUS TROADUM (Seneca) - contralto solo, coro femminile, 8 violoncelli, 2 contrabbassi, 2 percussioni (1969)
- INVITATIO PASTORUM (Carmina Burana) - piccola cantata natale per solisti e cori a voci miste con flauto ad lib. (1974)

## Altro

### Musica per teatro
- SVATEBNÌ KOŠILE (CAMICCIA DI NOZZE) (balletto in 4 scene secondo K. J. Erben) - suite orchestrale (1954)
- Musica di scena per LE NOZZE DI FIGARO (Beaumarchais),  ROMEO E GIULIETTA, EUGENIO ONEGIN e COMMEDIA SUL MARTIRIO E LA RESURREZIONE GLORIOSA DEL NOSTRO SIGNORE E SALVATORE GESÙ CRISTO (1964)
- DULCITIUS (opera lirica in 4 scene) (1974)
- AESOPIA (6 favole di Fedro cantate e ballate) - per coro misto a 4 voci e due pianoforti (o AESOPIA MINORA - versione da concerto per coro e piccola orchestra) (1981)

### Colonne sonore
(i nomi dei film citano come in originale)
- TRÁPENÍ (1961)
- KYBERNETICKÁ BABIČKA (1962)
- ZÁVRAT (1963)
- NADĚJE (1963)
- DEVÁTÉ JMÉNO (1963)
- VYSOKÁ ZEĎ (1964)
- BLÁZNOVA KRONIKA (1964)
- SLÓVCE "M" (1964)
- ARCHANDĚL GABRIEL A SLEČNA HUSA (1964)
- PODVODNICE (1964)
- POVÍDKY O DETECH (1965)
- AŤ ŽIJE REPUBLIKA (1965)
- BLAHO LÁSKY (1966)
- KOČÁR DO VIDNĚ (1966)
- UKRADENÁ VZDUCHOLOĎ (1966)
- NOC NEVĚSTY (1967)
- WIR (1981)